# Heer des Mandschurischen Kaiserreichs
Das Heer des Mandschurischen Kaiserreichs (chinesisch 満州帝国軍, Pinyin Mǎnzhōu Dìguó Jūn) war die offizielle Landstreitkraft des japanisch dominierten Kaiserreichs Mandschukuo.

## Geschichte

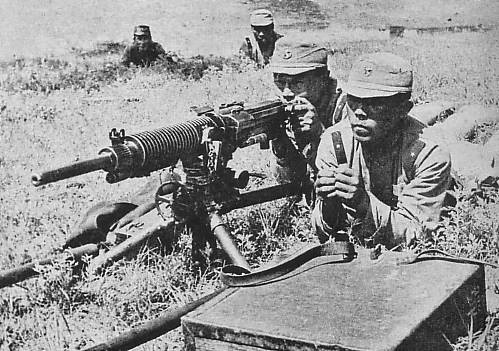
Truppen der Mandschurischen Armee bei einem Manöver

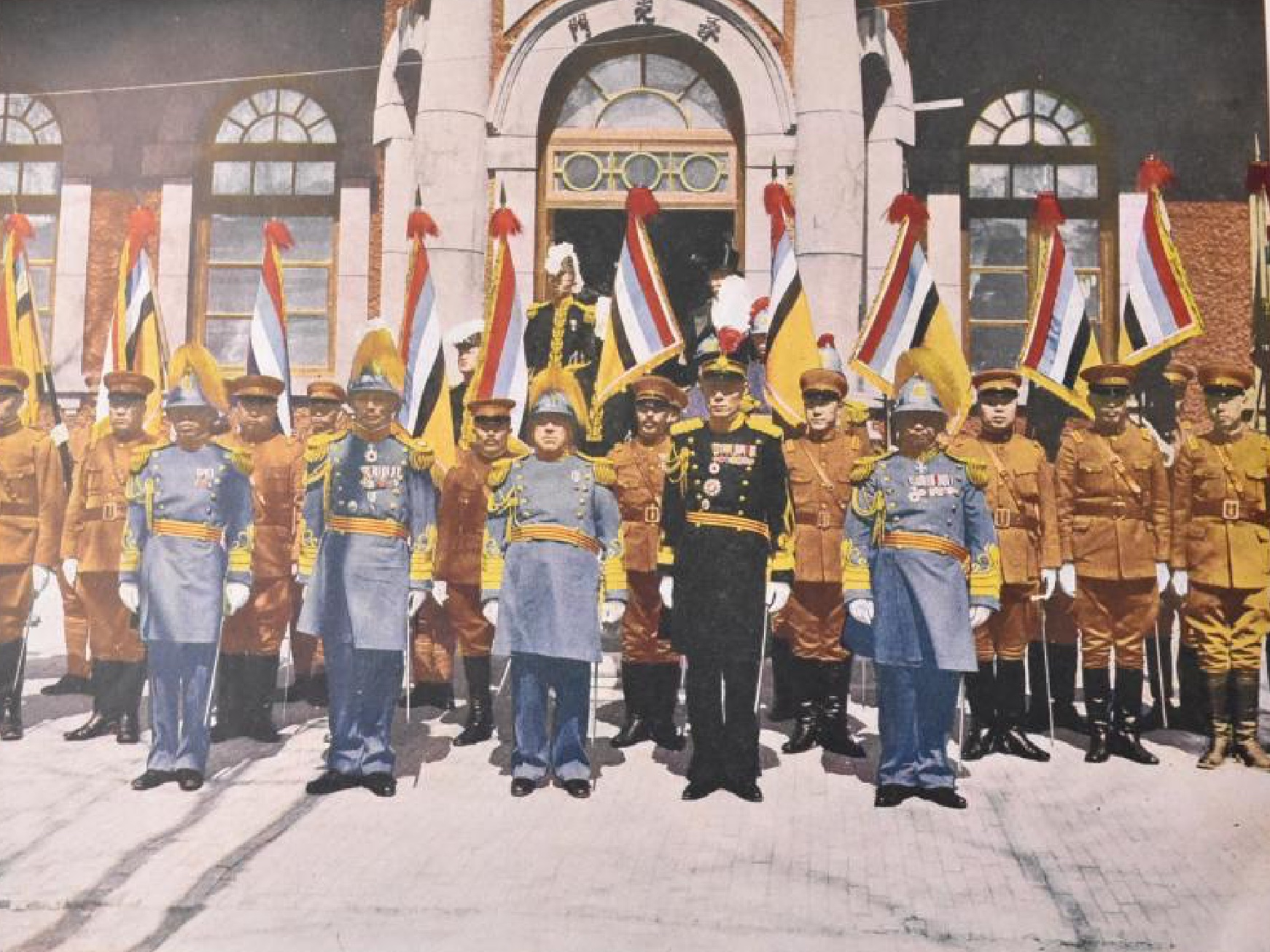
Generäle der Mandschurischen Armee

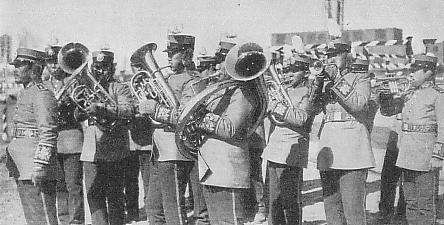
Militärkapelle der Mandschurischen Armee

Im Verlauf der auf den Mukden-Zwischenfall folgenden Besetzung der Mandschurei durch das japanische Heer wurden etwa 60.000 der 160.000 Soldaten der Nordost-Armee Zhang Xueliangs gefangen genommen. Unter ihnen die Generäle Xi Qia, Zhang Haipeng und Zhang Jinghui.
Nach der Erschaffung des Staates Mandschukuo im März 1932 wurden aus Freiwilligen dieser Gefangenen die ersten Einheiten des mandschurischen Heeres aufgestellt. Viele dieser Soldaten waren unerfahrene Rekruten oder Milizen, Opiumsüchtige oder Söldner. Aus diesen Gründen war die Moral und Loyalität des frühen mandschurischen Heeres fragwürdig. Seine Aufstellung erfolgte anfangs in dem Bestreben der Japaner, Mandschukuo vor dem Völkerbund als souveränen, eigenständigen Staat erscheinen zu lassen und nicht als japanischen Marionettenstaat.
Im August 1932 desertierte die 2.000 Mann starke Garnison von Wukimiho und lief zu einer antijapanischen Partisaneneinheit über. Der Aussage eines japanischen Offiziers nach war die Hauptquelle der antijapanischen und antimandschurischen Kräfte für Waffen zu dieser Zeit das mandschurische Heer selbst. In verschiedenen Gefechten gegen Partisanen liefen Einheiten des Heeres geschlossen zum Feind über. Am Gravierendsten war die Desertion des mandschurischen Kriegsministers und Gouverneurs von Heilongjiang, Ma Zhanshan, mit mehreren tausend Mann seiner Provinzarmee im April 1932.
In ihrer Anfangszeit bestand das mandschurische Heer aus sieben Provinzarmeen mit nominell insgesamt 111.044 Mann. Eine unabhängige Kavalleriebrigade diente als Garnison für die Hauptstadt Xinjing. Zusätzlich wurde im Februar 1933 die Kaiserlich Mandschurische Garde aus ethnischen Mandschu als zusätzliche Garnison der Hauptstadt und Leibwache für Kaiser Puyi und die Regierung aufgestellt.
1934 wurden im Zuge einer Reorganisation fünf Regionalarmeen sowie mehrere selbstständige Einheiten gebildet. Die zuständigen Bereiche der Regionalarmeen wurden in jeweils zwei oder drei Zonen aufgeteilt mit jeweils ein oder zwei gemischten Brigaden nach japanischem Vorbild. Teilweise wurden zusätzliche Kavalleriebrigaden aufgestellt. Die nominelle Gesamtstärke betrug nach dieser Reform 72.329 Soldaten. Es wurden außerdem neue Richtlinien eingeführt, die es nur Offizieren, die in von der mandschurischen Verwaltung zugelassenen Militärschulen ausgebildet wurden, erlaubte im Heer zu dienen. Dies war ein Versuch, die letzten Einflüsse der ehemaligen Nordost-Armee zurückzudrängen und den allgemeinen Ausbildungsstandard anzuheben. Es war darüber hinaus einer der ersten Schritte in den Bemühungen, mit der Tradition des Kriegsfürstentums zu brechen, in welchem die Führer einer Provinzarmee die ihnen zugewiesene Provinz als ihr Hoheitsgebiet ansahen, in dem sie frei verfügen konnten. Ab 1938 gab es zu diesem Zweck eigene mandschurische Militärakademien in Mukden und Xinjing.
Außer in den Grenzgefechten zwischen Japan und der Sowjetunion kämpften die regulären Truppen Mandschukuos hauptsächlich innerhalb der Mandschurei gegen Aufständische und Partisanen.
Die Mannstärke des Heeres stieg in den folgenden Jahren an und erreichte nach sowjetischen Geheimdienstangaben ab 1944 Zahlen von über 200.000 Soldaten. Es war trotz der zahlenmäßigen Stärke nicht in der Lage, gemeinsam mit der japanischen Kwantung-Armee die am 8. August 1945 beginnende Sowjetische Invasion der Mandschurei durch die Rote Armee ernsthaft aufzuhalten. Der Abzug starker japanischer Einheiten zur Verteidigung der Koreanischen Halbinsel schwächte die Verteidiger zusätzlich. Mit der Besetzung und Auflösung Mandschukuos durch die Rote Armee wurde auch das mandschurische Heer aufgelöst.

## Uniformen
Anfangs unterschied sich die Uniformierung der mandschurischen Truppen durch ihre Herkunft aus ehemaligen chinesischen Truppen meist kaum oder gar nicht von denen organisierter antijapanischer Truppen und Partisanen. Erst im Zuge der Reform von 1934 wurden neue, den japanischen ähnliche Uniformen eingeführt. Es wurde ein Farbsystem an den Kragenspiegeln benutzt, um die einzelnen Truppengattungen zu unterscheiden. Schwarz stand für die Militärpolizei, rot für die Infanterie, grün für die Kavallerie, gelb für die Artillerie, braun für die Pioniere und blau für Logistikeinheiten.

### Dienstgrade und Dienstgradabzeichen

#### Offiziere
| Dienstgradgruppe       | Kaiser 皇帝                        | Generale 将官              | Generale 将官   | Generale 将官  | Stabsoffiziere 校官 | Stabsoffiziere 校官 | Stabsoffiziere 校官 | Subalternoffiziere 尉官 | Subalternoffiziere 尉官 | Subalternoffiziere 尉官 |
| ---------------------- | ---------------------------------- | -------------------------- | --------------- | -------------- | ------------------- | ------------------- | ------------------- | ----------------------- | ----------------------- | ----------------------- |
| Schulterstücke         |                                    |                            |                 |                |                     |                     |                     |                         |                         |                         |
| Dienstgrad             | 總司令 Zǒngsīlìng (Generalissimus) | 上将 Shàngjiàng            | 中将 Zhōngjiàng | 少将 Shàojiàng | 上校 Shàngxiào      | 中校 Zhōngxiào      | 少校 Shàoxiào       | 上尉 Shàngwèi           | 中尉 Zhōngwèi           | 少尉 Shàowèi            |
| Dienstgrad (Wehrmacht) | Reichsmarschall                    | General der Truppengattung | Generalleutnant | Generalmajor   | Oberst              | Oberstleutnant      | Major               | Hauptmann               | Oberleutnant            | Leutnant                |

#### Unteroffiziere und Mannschaften
| Dienstgradgruppe       | Warrant Officer 准士官 Zhǔnshìguān | Unteroffiziere 副士官 Fùshìguān | Unteroffiziere 副士官 Fùshìguān | Unteroffiziere 副士官 Fùshìguān | Mannschaften 兵 Bīng                        | Mannschaften 兵 Bīng | Mannschaften 兵 Bīng | Mannschaften 兵 Bīng |
| ---------------------- | ---------------------------------- | ------------------------------- | ------------------------------- | ------------------------------- | ------------------------------------------- | -------------------- | -------------------- | -------------------- |
| Schulterstücke         |                                    |                                 |                                 |                                 |                                             |                      |                      |                      |
| Dienstgrad             | 准尉 Zhǔnwèi                       | 上士 Shàngshì                   | 中士 Zhōngshì                   | 下士 Xiàshì                     | 下士勤務 Xiàshì Qínwù (Unteroffizier i. V.) | 上等兵 Shàngděngbīng | 一等兵 Yīděngbīng    | 二等兵 Èrděngbīng    |
| Dienstgrad (Wehrmacht) | keine Entsprechung                 | Oberfeldwebel                   | Feldwebel                       | Unteroffizier                   | keine Entsprechung                          | Obergefreiter        | Gefreiter            | Soldat               |

## Bewaffnung
Das frühe mandschurische Heer war mit einem Sammelsurium unterschiedlicher Waffen aus den früheren Beständen nationalchinesischer Truppen ausgerüstet, wodurch eine funktionierende Versorgung mit Nachschub und Munition erschwert wurde. 1932 waren beispielsweise 26 verschiedene Gewehrtypen und mehr als 20 Pistolenmodelle im Einsatz.
Das Hauptaugenmerk lag deshalb darauf, die Bewaffnung der Truppen zu vereinheitlichen. Zu diesem Zweck wurden im großen Stil Waffen aus Japan importiert und später auch in Lizenz im extra eingerichteten Militärarsenal von Mukden produziert. Munition und kleinkalibrige Waffen wurden auch in anderen, teils privaten Fabriken in ganz Mandschukuo gefertigt. Dadurch war die Bewaffnung der mandschurischen Armee zu Beginn des Pazifikkriegs nahezu identisch mit der des japanischen Heeres.

### Infanteriewaffen
Folgende Waffen wurden vom Kaiserlich Japanischen Heer als auch vom Heer des Mandschurischen Kaiserreichs verwendet:
- Arisaka-Gewehr Typ 38
- Arisaka-Gewehr Typ 99
- Leichtes Maschinengewehr Typ 11
- ZB vz. 26 leichtes Maschinengewehr
- Leichtes Maschinengewehr Typ 96
- Schweres Maschinengewehr Typ 3

### Artillerie
- 75-mm-Feldgeschütz Typ 38
- 75-mm-Gebirgsgeschütz Typ 41
- Chinesische 7-cm-Mörser
- Chinesische 75-mm-Feldgeschütze
- 50-mm-Granatwerfer Typ 10

### Gepanzerte Fahrzeuge

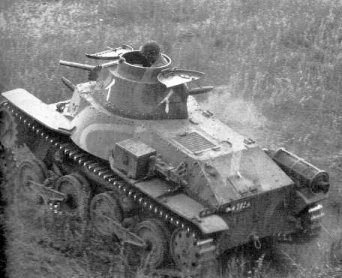
Japanischer Typ 95 Ha-Gō mit verändertem Laufwerk, wie ihn das mandschurische Heer einsetzte.

Die klar ersichtliche taktische Überlegenheit der sowjetischen Panzertruppen während der japanisch-sowjetischen Grenzgefechte führte auf mandschurischer Seite im Anschluss zunächst zu keinem nennenswerten Streben nach eigenen gepanzerten Einheiten. Es wurden lediglich vereinzelt Panzerwagen japanischer Produktion verwendet. Ab 1943 wurden von den Japanern einige Tanketten des Modells Typ 94 TK zur Verfügung gestellt, um eine gepanzerte Brigade zu bilden. Im Verlaufe des Pazifikkriegs wurde außerdem eine modifizierte Version des leichten Panzers vom Typ 95 Ha-Gō zu Ausbildungszwecken verwendet.